# 6916 Lewispearce
A 6916 Lewispearce (ideiglenes jelöléssel 1992 OJ) a Naprendszer kisbolygóövében található aszteroida. Robert H. McNaught fedezte fel 1992. július 27-én.